# 岡田義徳
岡田 義徳（おかだ よしのり、1977年3月19日 - ）は、日本の俳優、タレント。
岐阜県揖斐郡大野町出身。アミューズを経てodff（個人事務所）、その後、業務提携していたNaburaに所属。タレント・女優の岡田理江は姉。妻は女優の田畑智子。

## 略歴
1993年、『浅草橋ヤング洋品店』のモデルオーディションを姉とともに受けたことがきっかけで芸能界デビューした。翌年1994年、ドラマ『アリよさらば』に出演し俳優デビューする。しかしそれだけでは生活できず、並行して家賃回収や税金徴収のアルバイトなどもしていた。
2002年、ドラマ『木更津キャッツアイ』のうっちー役を演じたことが転機となり、ファン層が一気に拡大。その後も脇役ながら、さまざまな役柄を幅広く演じ分けている。また、2005年からの映画『マダガスカル』シリーズのメルマン役に加え、2010年公開のアニメ映画『REDLINE』でもジョニーボーヤ役で声優も務めている。
2017年9月に20年以上所属したアミューズを円満退社し、個人事務所を設立。翌2018年1月1日に舞台「わらいのまち」で共演した女優の田畑智子と約6年半の交際を経て結婚した。5月30日、妻である田畑の第1子妊娠を自身のTwitterにて発表。10月25日、第1子男児が誕生した。
2021年1月2日、妻である田畑の第2子妊娠を自身のインスタグラムにて発表。2月12日、第2子男児が誕生した。

## 人物
- 浅野忠信らとのバンドPEACE PILLのドラマーとしても活動していたが[17]、20代前半からはDJとして音楽活動を行っており[18]、ROCK IN JAPAN FESTIVALなどにも出演している[19]。
- 趣味は家具作り[4]。
- 37歳の頃に2年ほど俳優の仕事を休んで「強制執行」の補助など派遣バイトをしていた時期があったという[20]。

## 出演

### テレビドラマ
- アリよさらば（1994年4月15日 - 7月1日、TBS） - 野村肇 役
- 世にも奇妙な物語（フジテレビ）
  - 1995年 春の特別編「友子の長い朝」（1995年4月3日）
  - SMAPの特別編「エキストラ」（2001年1月1日） - コートの男 役
  - 15周年の特別編「雨の訪問者」（2006年3月28日） - 小森誠治 役
  - 2007年 秋の特別編「48%の恋」（2007年10月2日） - 天使 役
  - '18春の特別編「城後波駅（前編・後編）」（2018年5月12日） - 岸本 役[21]
- エリアコードドラマ「CRANE 突然の訪問者」（1995年4月 - 6月、毎日放送）
- ハートにS 第18話「パラレルラブ」（1995年8月14日、フジテレビ）
- 正義は勝つ(1995年10月18日‐12月20日、フジテレビ）‐高岡淳平（高校生時代）役
- イグアナの娘（1996年4月15日 - 6月24日、テレビ朝日） - 岡崎昇 役
- ドラマ新銀河 賢治のほほえみ 第2回（1996年7月9日、NHK） - 英夫 役
- ナチュラル 愛のゆくえ（1996年10月14日 - 12月16日、日本テレビ） - 弓削佑久 役
- 甘辛しゃん（1997年10月6日 - 1998年4月4日、NHK） - 榊拓也 役
- おそるべしっっ!!!音無可憐さん（1998年1月5日 - 3月16日、テレビ朝日） - 武田軍司 役
- 世界で一番パパが好き（1998年7月8日 - 9月23日、フジテレビ） - 清水賢太 役
- 土曜ワイド劇場『死刑囚永山則夫と母』（1998年8月1日） - 主演・永山則夫 役（大竹しのぶとW主演）
- 杜の都 恋物語（1998年12月23日、テレビ朝日）
- 可愛いだけじゃダメかしら?（1999年1月11日 - 3月15日、テレビ朝日） - 内田コウジ、武田軍司 役（二役）
- 金曜エンタテイメント「おふくろシリーズ15」（1999年6月4日、フジテレビ） - 宗像圭 役
- 京都始末屋事件ファイル 第7話（1999年8月19日、テレビ朝日） - 谷口誠 役
- 抱きしめたい!世紀末スペシャル（1999年10月1日、フジテレビ） - 北村義之 役
- 恋愛詐欺師（1999年10月21日 - 12月23日、テレビ朝日） - 白石拓也 役
- 花村大介 第4話（2000年7月15日、関西テレビ） - 桑野篤志 役
- ふしぎな話「ゴーストティーチャー」（2000年8月14日 - 8月18日、TBS） - 主演・鈴木久太郎 役
- 編集王 第1話（2000年10月10日、フジテレビ） - 小泊浅虫 役
- カバチタレ!（2001年1月11日 - 3月22日、フジテレビ） - 金田銀四郎 役
- A side B 〜カウンセリングルーム〜（2001年、BS-i） - 沢井和人 役
- マリア（2001年7月4日 - 9月12日、TBS） - 遠藤新之助 役
- 忠臣蔵1/47（2001年12月28日、フジテレビ） ‐ 礒貝正久 役
- 木更津キャッツアイ（2002年1月18日 - 3月15日、TBS） - うっちー（内山はじめ） 役
- 太陽の季節（2002年7月7日 - 9月15日、TBS） - 川野耕平 役
- ダブルスコア（2002年10月8日 - 12月17日、フジテレビ） - 北嶋武志 役
- メッセージ〜言葉が裏切っていく〜 第2話（2003年1月20日、よみうりテレビ）
- スカイハイ 第三死（2003年1月31日、テレビ朝日） - 村田善行 役
- 池袋ウエストゲートパーク スープの回（2003年3月28日、TBS） ‐ 内山はじめ 役
- ぼくの魔法使い 第6話（2003年5月24日、日本テレビ） - 敏之 役
- 大奥（2003年6月3日 - 8月19日、フジテレビ） - 今岡真之介 役
- ビギナー（2003年10月6日 - 12月15日、フジテレビ） - 田中一朗 役
- 砂の器（2004年1月18日 - 3月28日、TBS） - 宮田誠 役
- 愛し君へ（2004年4月19日 - 6月28日、フジテレビ） - 安曇利也 役
- 恋のから騒ぎ ドラマスペシャル〜Love Stories〜「アニキと呼ばれた女」（2004年9月25日、日本テレビ）
- ほんとにあった怖い話 第14回「駐車場の夜」（2004年10月11日、フジテレビ） - 大森誠 役
- 国盗り物語（2005年1月2日、テレビ東京） - 木下藤吉郎 役
- 不機嫌なジーン（2005年1月17日 - 3月28日、フジテレビ） - 阿部啓太 役
- 救命病棟24時 アナザーストーリー（2005年3月29日、フジテレビ） - 芹沢将生 役
- 御宿かわせみ 第三章 第5話（2005年6月10日、NHK） - 伊之助 役
- 蓮丈那智フィールドファイル（2005年9月16日、フジテレビ） - 内藤三國 役
- ハルとナツ 届かなかった手紙（2005年10月2日 - 10月6日、NHK） - 中山隆太 役
- 野ブタ。をプロデュース（2005年10月15日 - 12月17日、日本テレビ） - 横山武士 役
- ウメ子（2005年12月5日、TBS）
- 吾輩は主婦である（2006年5月22日 - 7月14日、TBS） - 小松徹 役
- 東京タワー 〜オカンとボクと、時々、オトン〜（2006年11月18日、フジテレビ） - 前野範人 役
- 笑える恋はしたくない 第2話・最終話（2006年12月8日・15日、TBS） - 大山茂男 役
- ユキポンのお仕事（2007年4月1日 - 7月9日、テレビ東京） - 主演・丸川ユキポン 役
- セクシーボイスアンドロボ（2007年4月10日 - 6月19日、日本テレビ） - 名梨秀吉 役
- 花ざかりの君たちへ〜イケメン♂パラダイス〜 第3話・第4話（2007年7月17日・24日、フジテレビ） - 芦屋静稀 役
  - 花ざかりの君たちへ〜イケメン♂パラダイス〜 卒業式&7と1/2話スペシャル（2008年10月12日）
- 歌姫 第1話（2007年10月12日、TBS） - モリリン 役（友情出演）
- フライトパニック（2007年10月20日、フジテレビ） - 主演・紀藤英心 役[22]
- しゃばけ（2007年11月24日、フジテレビ） - 松之助 役
  - しゃばけ 第2弾「うそうそ」（2008年11月29日）
- 大河ドラマ（NHK）
  - 篤姫（2008年1月6日 - 12月14日） - 島津忠敬 役
  - 八重の桜 第6回 - 第44回（2013年2月10日 - 11月3日） ‐ 広沢安任 役
- 1ポンドの福音（2008年1月12日 - 3月8日、日本テレビ） - 上田正志 役
- おせん 第2話（2008年4月29日、日本テレビ） - 岡本信雄 役
- 2クール 第10話（2008年6月7日、日本テレビ）
- THE QUIZ SHOW 第7,8話（2008年8月16日・8月23日、日本テレビ） - 真中昇 役
- ルパンの消息（2008年9月21日、WOWOW） - 喜多芳夫 役
- 33分探偵 最終話（2008年9月27日、フジテレビ） - 風見 役
- オー!マイ・ガール!!（2008年10月14日 - 12月9日、日本テレビ） - 石田健 役
- the波乗りレストラン（2008年11月1日 - 11月9日、日本テレビ） - ナポリ（時任守） 役
- チャンス!〜彼女が成功した理由〜（2009年3月7日・14日、フジテレビ） - 草葉文也 役
- ゴーストフレンズ（2009年4月2日 - 6月11日、NHK） - 新庄辰巳 役
- アタシんちの男子（2009年4月14日 - 6月23日、フジテレビ）  - 大蔵猛 役
- イケ麺そば屋探偵〜いいんだぜ!〜 Season2 第6話（2009年8月8日、日本テレビ） - 木更津 役
- 左目探偵EYE〔単発スペシャル〕（2009年10月3日、日本テレビ） - 加藤隆 役
  - 左目探偵EYE〔連続ドラマ〕（2010年1月23日 - 3月13日）
- 松本清張ドラマスペシャル・山峡の章（2010年1月29日、フジテレビ）  - 吉木信弘 役
- SPEC〜警視庁公安部公安第五課 未詳事件特別対策係事件簿〜 第2話（乙の回）（2010年10月15日、TBS） ‐ 松井和生 役
- パーフェクト・リポート 第3話（2010年10月31日、フジテレビ） - 松田浩二 役
- CONTROL〜犯罪心理捜査〜 第1話（2011年1月11日、フジテレビ） - 島田刑事 役
- Dr.伊良部一郎 第2話（2011年2月6日、テレビ朝日） - 池山達郎 役
- 横山秀夫サスペンス 引き継ぎ（2011年3月27日、WOWOW） - 荻野豊 役
- 絶対零度〜特殊犯罪潜入捜査〜 第8話（2011年8月30日、フジテレビ） - 荒木貴則 役
- 勇者ヨシヒコと魔王の城 第9話（2011年9月2日、テレビ東京） - 牛の乳男 役（友情出演）
- 南極大陸（2011年10月16日 - 12月18日、TBS） - 船木幾蔵 役
- 本日は大安なり（2012年1月10日 - 3月13日、NHK） - 鈴木陸雄 役
- 13歳のハローワーク 第4話（2012年2月3日、テレビ朝日） - 岡島正人 役
- ステップファザー・ステップ 第6話（2012年2月13日、TBS） - 鮫山信司 役
- 科捜研の女（テレビ朝日）
  - 第11シリーズ 第14話（2012年2月23日） - 村上洋治 役
  - 第15シリーズ 第14話・最終話（2016年3月3日・10日） - 工藤貴志 役
- ヨメとダンナの493日〜おもろい夫婦の「がんフーフー日記」〜（2012年3月4日、NHK BSプレミアム） - 主演・ダンナ 役
- 駅弁ひとり旅（2012年4月5日 - 6月21日、BSジャパン） - 主演・中原大介 役
- 未来日記-ANOTHER:WORLD-（2012年4月21日 - 6月30日、フジテレビ） - 萩戸金次郎 役
- ATARU 第5話（2012年5月13日、TBS） - 浅尾茂樹 役
- 遺留捜査（テレビ朝日）
  - 第2シリーズ（2012年7月12日 - 9月6日） - 二宮功一 役
  - 第3シリーズ 第1話（2013年4月17日）
- MONSTERS 第1話（2012年10月21日、TBS） - 徳平伸一郎 役
- サキ（2013年1月8日 - 3月19日、関西テレビ） - 本田典史 役
- ストロベリーナイト アフター・ザ・インビジブルレイン「アンダーカヴァー」（2013年1月26日、フジテレビ） ‐ 吉田勝也 役
- あぽやん〜走る国際空港 第7話（2013年2月28日、TBS） - 渋川貴一郎 役
- ビブリア古書堂の事件手帖 第8話（2013年3月4日、フジテレビ）
- 大岡越前 第6回（2013年6月15日、NHK BSプレミアム） - 元次 役
- なるようになるさ。 第10話・最終話（2013年9月13日・20日、TBS） - 千葉正夫 役
  - なるようになるさ。第2シリーズ 第3話（2014年5月6日）
- 神様のベレー帽〜手塚治虫のブラック・ジャック創作秘話〜（2013年9月24日、関西テレビ） - 赤城和也 役
- 鍵のない夢を見る 最終夜「君本家の誘拐」（2013年9月29日、WOWOW） - 君本学 役
- 相棒 season12 第2話「殺人の定理」（2013年10月23日、テレビ朝日） - 肥後一二三 役
- 裁判長っ!おなか空きました! 第7話（2013年11月17日、日本テレビ） - 島田憲弘 役
- マンスリーTV D-NEXT「ハニーワイフの憂鬱」（2013年11月28日、日本テレビ） - 丸山ひかりの夫 役
- 鍵のかかった部屋SP（2014年1月3日、フジテレビ） - 小檜山進 役
- 三匹のおっさん〜正義の味方、見参!!〜 第1話（2014年1月17日、テレビ東京） - 須田良二 役
- 足尾から来た女（2014年1月18日・25日、NHK） - 新田信吉 役
- 最高の離婚Special 2014（2014年2月8日、フジテレビ） - 黒部三徳 役
- 鼠、江戸を疾る 第7話（2014年3月6日、NHK） - 矢崎伝之助 役
- リアル脱出ゲームTV（2014年4月24日 - 6月26日、TBS） - 柏木 役
- 終の棲家（2014年7月20日・7月27日、NHK BSプレミアム） - 秋本直己 役
- 必殺仕事人2014（2014年7月27日、テレビ朝日） - 加門橋ノ介 役
- 被爆70年 復興を支えた市民たち 第1回 鯉昇れ、焦土の空へ（2014年9月26日、NHK広島放送局） - 津田一男 役
- ラスト・ドクター〜監察医アキタの検死報告〜 最終話（2014年9月12日、テレビ東京） - 進藤和弘 役
- ビンタ!〜弁護士事務員ミノワが愛で解決します〜 第2話（2014年10月9日、読売テレビ） - 長澤敦司 役
- 平成舞祭組男（2014年10月19日 - 2015年1月4日、日本テレビ） - 玉垣裕二 役
- 東京特許許可局 第28話「対人好感度向上めがね」（2015年2月2日、Eテレ） - 瀬口 役
- 雲霧仁左衛門2 第1話（2015年2月6日、NHK BSプレミアム） - 仙之助 役
- テレビ東京開局50周年特別企画 松本清張 黒い画集-草-（2015年3月25日、テレビ東京） - 金子京太 役
- マザー・ゲーム〜彼女たちの階級〜（2015年4月14日 - 6月16日、TBS） - 樫山秀徳 役
- Eテレ・ジャッジ「谷グチ夫妻」（2015年4月14日・21日、5月3日 - 19日、7月28日、Eテレ） - 主演・谷口 役
- 三匹のおっさん2〜正義の味方、ふたたび!!〜 第5話（2015年5月22日、テレビ東京） - 須田良二 役
- ボクの妻と結婚してください。 第1話（2015年5月10日、NHK BSプレミアム） - ドラマプロデューサー 役
- ちゃんぽん食べたか（2015年5月30日 - 8月1日、NHK） ‐ 三村英比古 役
- 探偵の探偵 第1話 - 第3話（2015年7月9日 - 23日、フジテレビ） - 岡尾芯也 役
- 恋仲 第3話（2015年8月3日、フジテレビ） - 松永 役
- マジすか学園5（2015年8月25日 - 10月27日、日本テレビ *3話以降Hulu） - 韮沢浩司 役
- サイレーン 刑事×彼女×完全悪女 第2話（2015年10月27日、関西テレビ） - 江津孝明  役[23]
- 月曜ゴールデン 魔性の群像 刑事・森崎慎平3（2015年11月9日、TBS） - 早瀬文吾 役
- よろず屋ジョニー 第2話（2015年11月27日、フジテレビTWO） - キャバクラの黒服 役
- インディゴの恋人（2016年1月27日、NHK BSプレミアム） - 西口彰 役[24]
- はぶらし/女友だち 第6話 - 最終話（2016年2月、NHK BSプレミアム） - 梅森正 役
- 女くどき飯 Season2 最終話（2016年3月6日、毎日放送） - 福永マヒロ 役
- 嫌な女 第3話（2016年3月20日、NHK BSプレミアム） - 橋本敬介 役
- 営業部長 吉良奈津子（2016年7月 - 9月、フジテレビ） - 川原義雄 役[25]
- 伝七捕物帳 第7話（2016年8月26日、NHK BSプレミアム） - 彦四郎 役
- 立花登青春手控え2 第3話（2017年4月21日、NHK BSプレミアム） - 房五郎 役
- 刑事ゆがみ 第1話（2017年10月12日、フジテレビ） - 沢谷 役[26]
- 男の操 第2話（2017年11月19日、NHK BSプレミアム） - 万田を追うひとりの男 役
- 重要参考人探偵 第6話（2017年11月24日、テレビ朝日） - 宮田和哉 役[27]
- トドメの接吻（2018年1月 - 3月、日本テレビ） - 根津功一 役
- 最後の晩ごはん（2018年1月 - 3月、BSジャパン） - 秋山浩紀 役
- 執事 西園寺の名推理 第2話（2018年4月20日、テレビ東京） ‐ 山名亮司 役[28]
- 孤独のグルメ Season7 第5話（2018年5月5日、テレビ東京） -　主人 役[29]
- コンフィデンスマンJP 第7話（2018年5月21日、フジテレビ） - 与論祐弥（キンタ） 役[30]
- 主婦カツ!（2018年10月 - 11月、NHK） ‐ 岡野陸 役[31]
- イジューは岐阜と（2018年10月 - 12月、メ〜テレ） - 石橋亜紀 役[32]
- JOKER×FACE 第7話・第8話（2019年2月25日・3月4日、フジテレビ） - 松田 役
- 電影少女 -VIDEO GIRL MAI 2019-（2019年4月12日 - 6月28日、テレビ東京） - 松井直人 役[33]
- 潤一 第4話（2019年8月3日、関西テレビ） - 千尋の夫・眞一郎 役
- 監察医 朝顔 第5話（2019年8月12日、フジテレビ） - 中島雄平 役
- シャーロック 第3話（2019年10月21日、フジテレビ） - 古田和人 役[34]
- 悪魔の手毬唄〜金田一耕助、ふたたび〜（2019年12月21日、フジテレビ） - 日下部是哉 役[35]
- 日曜プライム 庶務行員・多加賀主水4（2020年2月16日、テレビ朝日） - 吉瀬紘一 役
- BG〜身辺警護人〜 第4話（2020年7月9日、テレビ朝日） - 生田大輔 役[36]
- 京阪沿線物語〜古民家民泊きずな屋へようこそ（2021年1月 - 3月、テレビ大阪 / BSテレ東） - 桂木遼平 役
- 大豆田とわ子と三人の元夫 第1話 - 第5話（2021年4月13日 - 5月11日、関西テレビ・フジテレビ） - 出口俊朗 役
- イチケイのカラス 第3話（2021年4月19日、フジテレビ） - 藤代省吾 役[37]
- 探偵☆星鴨（2021年4月27日 - 6月29日、日本テレビ） - 捜田一 役[38]
- プリズム（2022年7月12日 - 9月13日、NHK総合） - 水川信爾 役
- 競争の番人 第1話・第4話・第5話・第10話（2022年7月11日・8月1日・8月8日・9月12日、フジテレビ） - 柴野竜平 役[39]
- リエゾン -こどものこころ診療所- 第2話・第5話・最終話（2023年1月27日・2月17日・3月10日、テレビ朝日）- 滝川治 役
- 風間公親-教場0- 第10話（2023年6月12日、フジテレビ） - 仁谷継秀 役[40]
- ああ、ラブホテル 〜秘密〜 最終話「あああ、ラブホテル」（2023年7月14日、WOWOW） - ケンシロウ 役[41]
- 晩酌の流儀2（2023年7月15日、テレビ東京） - 酒井 役[42]
- スーパーのカゴの中身が気になる私 第3話（2023年8月6日、中京テレビ） - 風見秀 役[43][44]
- ばらかもん 第8話（2023年8月30日、フジテレビ） - 琴石優一郎 役[45]
- 恋愛戦略会議（2024年3月16日、フジテレビ） - 森田優介 役[46]
- むこう岸（2024年5月6日、NHK総合）[47]
- 量産型ルカ -プラモ部員の青き逆襲-（2025年7月4日〈予定〉 - 、テレビ東京） - 蓬田篤宏 役[48]

### 配信ドラマ
- L et M わたしがあなたを愛する理由、そのほかの物語（2012年2月1日 - 4月9日、BeeTV） - アキ 役
- 恋愛体感 モトカレ「私と先生（カレ）の8年の恋」（2013年10月16日 - 11月6日、UULA） - 主演・理一 役
- 深夜食堂 -Tokyo Stories- 第34話（2016年11月11日、Netflix） - 雨宮 役
- SICK'S 恕乃抄 〜内閣情報調査室特務事項専従係事件簿〜 第参話 - 第四話（2018年5月 - 7月配信、Paravi）　- 中道甲子雄 役[49]
- 湘南純愛組! 第7話・最終話（2020年2月28日配信、Amazonプライム・ビデオ） - 江夏 役
- THE3名様Ω（2024年5月24日 -、Hulu） - 主演・まっつん 役

### 映画
- 渚のシンドバッド（1995年） - 伊藤修司 役
- ときめきメモリアル（1997年） - 鈴木昭彦 役（日本アカデミー賞新人俳優賞）
- 現代仁侠伝（1997年） - 神代信人 役
- ア・ルース・ボーイ（1998年）
- PARTY7（2000年） - トドヒラトドヘイ 役
- 木更津キャッツアイ 日本シリーズ（2003年）うっちー（内山はじめ） 役
  - 木更津キャッツアイ ワールドシリーズ（2006年）
- ROCKERS（2003年） - 桃沢力人（モモちゃん〈船越祥一〉） 役
- 偶然にも最悪な少年（2003年） - 佐々木 役（特別出演）
- 下妻物語（2004年） - 磯部明徳 役
- ワイルド・フラワーズ（2004年） - 細谷伸一 役
- 茶の味（2004年） - 大宮 役
- 電車男（2005年） - オタクA（よしが） 役
- メールで届いた物語（2005年） - 山口 役
- 阿波DANCE（2007年） - 湯川尚三 役
- 全然大丈夫（2008年） - 小森久信 役
- デトロイト・メタル・シティ（2008年） - ファンB 役
- 重力ピエロ（2009年） - 山内 役
- おと・な・り（2009年） - 氷室肇 役
- 20世紀少年 最終章 ぼくらの旗（2009年） - 集会場の裏方 役
- のんちゃんのり弁（2009年） - 永井範朋 役
- 太平洋の奇跡 -フォックスと呼ばれた男-（2011年） - 尾藤三郎 役
- ロック 〜わんこの島〜（2011年） - 鶴屋肇 役
- 神様のカルテ（2011年） - 学士殿 役
- 闇金ウシジマくん（2012年） - 猪股 役
- HK 変態仮面（2013年） - 自殺志願の男 役
- 高速ばぁば（2013年7月27日）
- ばしゃ馬さんとビッグマウス（2013年11月2日） - 松尾健志 役
- 薔薇色のブー子（2014年5月30日） - わしお組若頭・鈴村 役
- 女子ーズ（2014年6月7日） - 課長 役
- ガキ☆ロック（2014年6月28日） - カンタ 役
- 愛を積むひと（2015年6月20日） - 鈴原 役
- 復讐したい（2016年3月5日） - 猪狩明広 役
- セーラー服と機関銃 -卒業-（2016年3月5日）
- アイアムアヒーロー（2016年4月23日） - サンゴ 役
- 女ヒエラルキー底辺少女（2016年5月28日） - 久辺福夫 役
- コンフィデンスマンJP -ロマンス編-（2019年5月17日） - 与論祐弥（キンタ） 役
- 今日も嫌がらせ弁当（2019年6月28日） - 持丸島次郎 役
- 王様になれ（2019年9月13日） - 虻川塁 役[50]
- 3人の信長（2019年9月20日） - 信長・丙 役
- いつかのふたり（2019年10月12日） - 北林隆弘 役
- 生理ちゃん（2019年11月8日） - 久保勇輔 役
- good people（2019年12月7日）[51]
- きみの瞳が問いかけている（2020年10月23日） - 坂本晋 役
- 劇場版 ルパンの娘（2021年10月15日） - 月島俊哉 役[52]
- THE3名様 〜リモートだけじゃ無理じゃね?〜（2022年4月8日）[53]
  - THE3名様Ω〜これってフツーに事件じゃね?!〜（2024年8月30日）[54]
- 鬼が笑う（2022年6月17日） - 松本 役[55]
- くすぶりの狂騒曲（2024年12月13日） - 諸積翔真 役[56]
- 君の忘れ方（2025年1月17日） - 池内武彦 役[57][58]

#### 短編映画
- HARMONY（2019年2月23日） - 地元のタクシー運転手 役（友情出演）
- 高崎物語 夏（2019年5月7日）[59]

#### 声優（映画）
- マダガスカル（2005年、ドリームワークス） - メルマン 役（デヴィッド・シュワイマー）
  - マダガスカル2（2009年）
  - マダガスカル3（2012年）[60]
- 鉄コン筋クリート（2006年） - バニラ 役
- REDLINE（2010年） - ジョニーボーヤ 役[61]

### バラエティ番組
- 69★TRIBE ロック族（2005 - 2006年、フジテレビ） - MC
- 音燃え!（2007年 - 2008年9月、日本テレビ）
- ホレゆけ!スタア☆大作戦 〜まりもみ一触即発!〜（2007年、キューブ・ポニーキャニオン）
- モンハンぷらす 一狩りいこうぜ!（2011年1月31日 - 4月24日、テレビ東京）
- モンハンぷらす 一狩りいこうぜ!4（2013年11月2日 - 2014年1月4日、テレビ東京）
- モンハンぷらす 一狩りいこうぜ!4G（2014年11月3日 - 2015年1月4日、テレビ東京）

### 舞台
- いつわりとクロワッサン（1999年、G2プロデュース公演、作：土田英生・演出：山西惇） - 主演
- カノン（2000年、野田地図第8回公演、作・演出：野田秀樹） - 次郎 役
- おやすみの前に（2002年、演出：宮田慶子）
- 止まれない12人（2003年、G2プロデュース#7、作：後藤ひろひと、演出：G2） - 主演
- 溺れた世界（2004年、遊機城オフィスプロデュース公演、作：ゲイリー・オーウェン、演出：白井晃） - 主演
- カラフト伯父さん（2005年、トム・プロジェクト公演、作・演出：鄭義信） - 主演・星山徹 役
- GS近松商店（2006年、椿組06年夏・花園神社野外劇、作・演出：鄭義信） - 光 役
- 漂う電球-THE FLOATING LIGHT BULB-（2006年、森崎事務所、作：ウディ・アレン、演出：ケラリーノ・サンドロヴィッチ） - 主演・ポール・ポラック 役
- カラフト伯父さん 再演（2007年、トム・プロジェクト公演、作・演出：鄭義信） - 主演・星山徹 役
- わが闇（2007 - 2008年、ナイロン100℃ 31st SESSION、作・演出：ケラリーノ・サンドロヴィッチ） - 滝本悟 役
- イッセーオカダ 空箱（2008年、作・演出・出演：岡田義徳、高橋一生）
- 印獣（2009年、パルコプロデュース公演“ねずみの三銃士”第2回企画公演、作：宮藤官九郎、演出：河原雅彦） - 児島 役
- THE LEFT STUFF（2010年、Piper #8、作・演出：後藤ひろひと） - 山口 役
- 黴菌（2010年、シアターコクーンプロデュース第5弾、作・演出：ケラリーノ・サンドロヴィッチ） - 調雄吉 役
- わらいのまち（2011年、東宝セレソンデラックス、作・演出：宅間孝行） - 松原信雄 役
- テキサス -TEXAS-（2012年3月 - 4月、パルコプロデュース公演、作：長塚圭史・演出：河原雅彦） - 四ツ星 役
- 地球の王様（2012年10月、Doris & Orega Collection Vol.6、作：金子茂樹・演出：若松節朗）
- わが闇 再演（2013年6月22日 - 7月28日、ナイロン100℃ 40thSESSION、作・演出：ケラリーノ・サンドロヴィッチ） - 滝本悟 役
- タンゴ・冬の終わりに（2015年9月5日 - 27日、パルコプロデュース公演、作：清水邦夫・演出：行定勲） - 清村重夫 役
- No.9 -不滅の旋律-（2018年11月11日 - 12月2日、TBS赤坂ACTシアター / 12月7日 - 10日、オリックス劇場 / 12月22日 - 25日、KAAT神奈川芸術劇場 / 2019年1月11日 - 14日、久留米シティプラザ、木下グループプレゼンツ、作：中島かずき・演出：白井晃） - ヨハン・アンドレアス・シュトライヒャー 役
  - No.9 -不滅の旋律-（2020年12月13日 - 2021年1月7日[注 1]、TBS赤坂ACTシアター、木下グループ presents、作：中島かずき・演出：白井晃） - ヨハン・アンドレアス・シュトライヒャー 役[64]
  - No.9 -不滅の旋律-（2024年12月21日 - 31日、東京国際フォーラム ホールC / 2025年1月11日・12日、久留米シティプラザ / 1月18日 - 20日、オリックス劇場 / 2月1日・2日、アクトシティ浜松 大ホール、作：中島かずき・演出：白井晃） - ヨハン・アンドレアス・シュトライヒャー 役[65]
- 朗読劇「青空」（2019年8月16日、三越劇場、方南ぐみ企画公演、作・演出：樫田正剛）
- 泣くロミオと怒るジュリエット（2020年2月8日 - 26日[注 2]、Bunkamuraシアターコクーン、作・演出：鄭義信） - ロベルト 役[68]
- KAAT 神奈川芸術劇場プロデュース 音楽劇『銀河鉄道の夜 2020』（2020年9月20日 - 10月4日、KAAT 神奈川芸術劇場〈ホール〉、脚本：能祖將夫・演出：白井晃） - 男（ケンジ） 役[69]
- 染、色（2021年5月29日 - 6月20日、東京グローブ座 / 6月24日 - 30日、シアター・ドラマシティ） - 滝川 役[70]
- パルコ・プロデュース2021『Birdland』（2021年9月9日 - 10月3日、PARCO劇場）[71]
- 【未来につなぐもの】I「私の一ヶ月」（2022年11月2日 - 20日、新国立劇場 小劇場）[72]
- 音楽劇『A BETTER TOMORROW -男たちの挽歌-』（2024年6月24日 - 7月8日、日本青年館ホール / 7月12日 - 16日、オリックス劇場） - シン 役[73][74]
- ヨーロッパ企画 第43回公演『来てけつかるべき新世界』（2024年8月31日 - 11月9日、栗東芸術文化会館さきら 中ホール 他）[75]
- 舞台『君のクイズ』（2025年4月3日 - 20日、IMM THEATER / 4月25日 - 27日、COOL JAPAN PARK OSAKA TTホール） - 山本勇志 役[76]
- PARCO PRODUCE 2025 音楽劇『MONDAYS/このタイムループ、まだまだ終わらない!?』（2025年10月5日 - 27日〈予定〉、PARCO劇場 / 11月1日 - 3日〈予定〉、森ノ宮ピロティホール / 11月8日・9日〈予定〉、サントミューゼ 上田市交流文化芸術センター 大ホール）[77]

### PV
- 矢井田瞳「Go my way」（2006年3月）
- ケツメイシ「旅人」（2006年4月）
- FLOW「冬の雨音」（2007年11月）
- NMB48「北川謙二」（2012年11月）
- GUMMY「信じてる…」（2013年3月21日） - シュン 役
- グッドモーニングアメリカ「スクランブル交差点」（2014年10月）[78]
- SAND「Country Road」（spit on authority収録）（2015年3月）

### CM
- キリンビバレッジ『生烏龍』
- JAバンク岐阜
- ミニストップ
- コンパック『プレサリオ』
- 松下電工『リファイン』
- シャープ『ワイドテレビ ニューステレビジョン』
- グリコ協同乳業『Bigヨーグルト健康』
- サントリーフーズ『アプレ』
- 日清ラ王『バージョンアップサラリーマン篇』
- C.C.レモン
- アクエリアス フリースタイル
- 田辺製薬（現:田辺三菱製薬）『アスパラドリンク』
- uno (化粧品)
- WONDA『ゼロマックス』
- リクルート「SUUMO」（2015年1月 - ）
- USEN 「Sound Design for OFFICE」（2019年5月6日 - ） ※「みんなのタクシー」保有車両内のみの放送
- ラクスル 「ノバセル」（2021年8月 - ）[79]
- ユニバーサル・スタジオ・ジャパン（2024年2月16日 - ）[80]

### その他のテレビ番組
- テレビでドイツ語（2014年4月 - 2016年3月、NHK Eテレ）

### ラジオ
- 青春アドベンチャー「邪鬼が来る」（1997年3月31日 - 4月11日、NHK-FM） - 潮見浄 役[81]
- FMシアター「二月の森」（1998年12月12日、NHK-FM） - ミズ 役[82]
- 岡田惠和 今宵、ロックバーで〜ドラマな人々の音楽談義〜　第120回（2014年6月21日、NHK-FM）[83]
- SOUNDS OF STORY〜ASADA JIRO LIBRARY〜　「再会」（2015年2月21日、J-WAVE） - 九鬼修一 役[84]

### DVD
- THE3名様（2005年 - 2009年、アットムービー・クリエイティヴ） - 主演・まっつん 役（佐藤隆太、塚本高史とトリプル主演）
  - THE3名様 アニメはアニメでありっしょ!（2009年2月4日）